# Zygoballus melloleitaoi
Zygoballus melloleitaoi är en spindelart som beskrevs av Cândido Firmino de Mello-Leitão 1945 och fick sitt nu gällande namn av María Elena Galiano 1980. 
Zygoballus melloleitaoi ingår i släktet Zygoballus och familjen hoppspindlar. Inga underarter finns listade i Catalogue of Life.